# مكسيم لخدمات الرعاية الصحية
مكسيم لخدمات الرعاية الصحية هي شركة خاصة للتوظيف الطبي ويقع مقرها في كولومبيا، ماريلاند (Columbia, Maryland). تأسست مكسيم لخدمات الرعاية الصحية في عام 1988 تحت اسم شركة «ميدكال» للتوظيف الطبي. وافتتح الرئيس براين ويني أول مكتب للشركة في توسون، ماريلاند، وفي السنة التالية، بدأت مكسيم في التوسّع وافتتحت مكاتب في أورلاندو، فلوريدا وسبرينغفيلد، نيو جيرسي وسيلفر سبرينغ، ماريلاند.   تتضمن شركات مكسيم للرعاية الصحية الشركات التابعة التالية: مكسيم لخدمات الرعاية الصحية, مكسيم لحلول التوظيف, مكسيم للموارد الطبية, تايم لاين للتوظيف, ترافيل ماكس, وسنتراس للرعاية المنزلية الفائقة.
وتحت اسم ميدكال، بدأت مكسيم في تقديم الخدمات في قطاع التمريض المنزلي وكان ذلك بشكل حصري تقريبًا في البداية، ولكن سرعان ما بدأت في توفير خدمات التوظيف في المستشفيات والعيادات والمدارس ومرافق الحياة المساعدة  وفي عام 1992، استحوذت ميدكال على شركة NSI، وهي شركة تعمل في مجال الرعاية المنزلية والتوظيف ومقرها كاليفورنيا. ومع استمرار ميدكال في التوسّع في جميع أنحاء البلاد، و بعد عدة قضايا بخصوص العلامات التجارية اضطرت الشركة إلى  إلى تغيير الاسم، وفي ربيع عام 1993، أصبحت الشركة تُعرف باسم مكسيم لخدمات الرعاية الصحية .
وتتميز شركة مكسيم لخدمات الرعاية الصحية بثلاثة خطوط للخدمات الأساسية: مكسيم للرعاية المنزلية، مكسيم للنظم الصحية ومكسيم لحلول التوظيف، والتي تشرف فيها على 18 قسمًا. وتقدم مكسيم الخدمات الأساسية التالية: الرعاية المنزلية، الرعاية غير الطبية، والتوظيف في المرافق الطبية، وخدمات علاج الإنفلونزا والتعافي والتوحد وتحليل السلوك التطبيقي (ABA).
وفي عام 2008، حصلت مكسيم لخدمات الرعاية الصحية على اعتماد من لجنة اعتماد مؤسسات الرعاية الصحية (ACHC).

## التُهم الجنائيّة والمدنيّة
ابتداءً من عام 2009، تعرّضت مكسيم وبعض من موظفيها لتدقيق الحكومة بسبب تقديم فواتير مزوّرة وبيانات كاذبة لمسؤولي الصحة، والتي كانت «ممارسة شائعة في مكسيم من عام 2003 حتى عام 2009»، وفقًا لمكتب المدعي العام الأمريكي في ولاية نيو جيرسي. وفي الفترة ما بين عام 2009 و2011، أدين تسعة موظفين حاليين وسابقين في مكسيم بينهم ثلاثة من كبار المديرين في تهمٍ جنائية. وفي عام 2011، دخلت مكسيم في اتفاقاتٍ مع وزارة العدل الأمريكية والدول المتضررة وقامت بدفع 150 مليون دولار لإسقاط التهم الجنائية والمدنية غير أن الشركة قدّمت مطالبات بالملايين من الدولارات عن العمل الذي لم يتم تنفيذه والمكاتب التي لم يتم ترخيصها بشكلٍ صحيح. ودخلت الشركة في اتفاق تأجيل القضية مع مكتب النيابة في الولايات المتحدة مع المدعي العام الأمريكي في ولاية نيو جيرسي، واتفاق النزاهة المؤسسية مع مكتب المحقق العام، ووزارة الصحة والخدمات الإنسانية الأمريكية، واتفاقات التسوية المدنية مع الولايات المتحدة الأمريكية و 43 دولة أخرى .